# Volkskammer
Volkskammer was de benaming van het Oost-Duitse eenkamerparlement (1949-1990; tot 1952 was er nog een Länderkammer). Tot 1989 waren alle leden van de Volkskammer lid van partijen en massaorganisaties in het Nationale Front, welke bestond uit "alle progressieve krachten van de Duitse Democratische Republiek". Dit waren de partijen:
- de communistische Sozialistische Einheitspartei Deutschlands, SED
- de christendemocratische CDU
- de liberale LDP
- de boerenpartij DBD en
- de nationaaldemocratische NDPD

en verder de 'massaorganisaties':
- voor jongeren Freie Deutsche Jugend (FDJ),
- voor vrouwen Demokratischer Frauenbund Deutschlands (DFD),
- de vakbond Freier Deutscher Gewerkschaftsbund (FDGB)
- de Kulturbund (KB).

Op 7 oktober 1949 kwam de eerste Provisorische Volkskammer in Oost-Berlijn bijeen. Zij was ontstaan uit de Tweede Duitse Volksraad, die als voorlopig parlement van de Sovjet-bezettingszone (SBZ) diende. Op 15 oktober 1950 werden de eerste Volkskammerverkiezingen gehouden. De eenheidslijst van het Nationaal Front kreeg 99,4% van de stemmen.

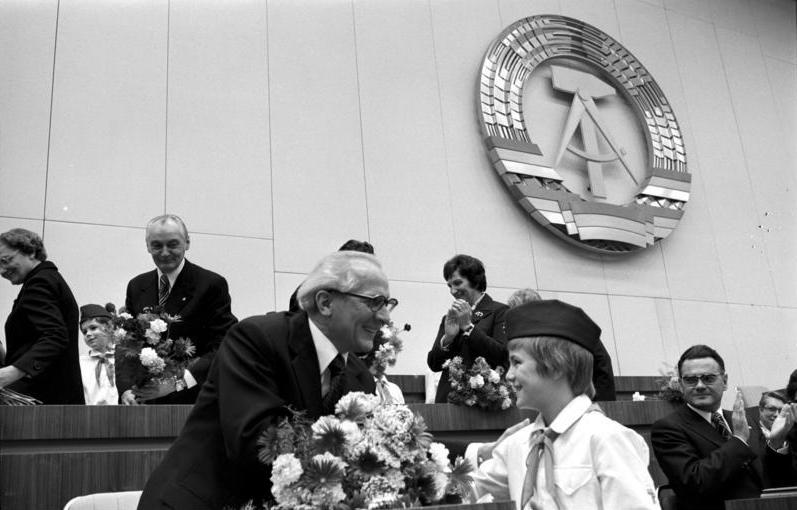
Erich Honecker in de Volkskammer oktober 1976

Volgens de grondwet van de DDR, artikel 48, was de Volkskammer het hoogste machtsorgaan van de DDR dat tijdens "plenaire sessies de beslissingen neemt over basisvraagstukken van het staatsbeleid" en "Niemand kan haar rechten beperken." Ook wordt de Volkskammer "het enige wetgevende en constituerende orgaan" van de DDR genoemd. In theorie was de Volkskammer het opperste machtsorgaan, maar in praktijk lag de hoogste macht bij het Politbureau van het Centraal Comité van de SED. Dat de Volkskammer geen werkelijke macht uitoefende blijkt wel uit het feit dat zij maar twee- tot viermaal per jaar bijeen kwam. In de tussentijd fungeerde het Presidium van de Volkskammer.

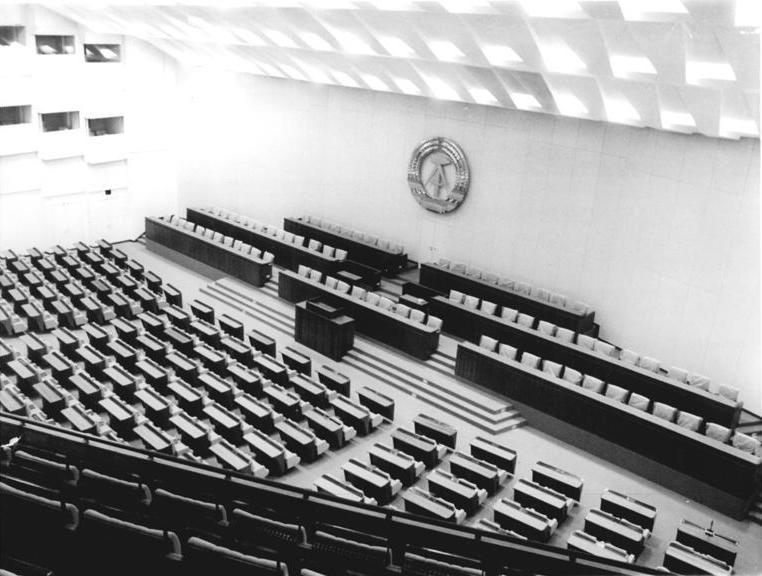
Zaal van de Volkskammer in het Palast der Republik, 1976

Tijdens de jaarlijkse zittingen had de Volkskammer de taak nieuwe wetgeving goed te keuren en rapporten te bestuderen over de voortgang van het beleid. De Volkskammer keurde de wetsvoorstellen van de regering altijd goed, op één uitzondering na: in maart 1972 stemden 14 leden van de CDU tegen het wetsvoorstel om abortus te legaliseren en nog eens acht leden van de CDU-fractie onthielden zich van stemming. Het wetsvoorstel werd overigens met overgrote meerderheid aangenomen, de CDU-fractie bestond slechts (1954-1986) uit 52 leden, waarvan de meerderheid vóór het voorstel stemde.
Eens in de vier, later vijf jaar koos een nieuwe Volkskammer de Staatsraad en de Ministerraad van de DDR. Beide organen werden gedomineerd door de SED.

## Stemprocedure
De Volkskammer (eerst 400 leden, vanaf 1963: 500) werd aanvankelijk voor een periode van vier jaar gekozen. Vanaf 1974 bepaalde een wijziging van de grondwet dat zij voor een periode van vijf jaar werd gekozen. Alvorens er verkiezingen werden gehouden werd een kiescommissie gekozen. Deze commissie hield zich bezig met de voorbereiding en uitvoering van de verkiezingen. Het Nationaal Front, de bundeling van toegelaten partijen en 'massaorganisaties', stelde een kandidatenlijst op die werd gepresenteerd aan de kiesgerechtigden.
Op de dag van de verkiezingen gingen de kiesgerechtigden naar een stembureau waar zij zich moesten identificeren. Vervolgens moest het stembiljet in de stembus worden gedeponeerd wanneer de kiezer het eens was met alle kandidaten op de kieslijst. Had de kiezer bezwaar tegen één of meerdere kandidaten dan moest hij of zij naar een medewerker van het stembureau stappen. De persoon die bezwaar aantekende moest er rekening mee houden dat zijn of haar naam werd genoteerd. Het kwam maar zelden voor dat een kiezer het niet eens was met de samenstelling van de kieslijst, men vreesde sancties als men bezwaar aantekende. Overigens mocht alleen het Nationaal Front mensen kandidaat stellen.
Op 8 juni 1986 vond de laatste Volkskammerverkiezing volgens deze procedure plaats. 99,94% van de kiezers stemde vóór de lijst van het Nationaal Front.
In oktober 1989 werd het Nationale Front ontbonden en bij de verkiezingen van 1990 deed iedere partij afzonderlijk of in alliantie met één of meerdere andere partijen mee. Na de Duitse Hereniging in 1990 verdween de Volkskammer.

## Verkiezingen 1949-1986
De verkiezingen voor de Volkskammer werden om de vier jaar gehouden, sinds 1974 om de vijf. De gepubliceerde opkomstpercentages en de uitslagen (er kon alleen op de eenheidslijst van het Nationale Front worden gestemd) waren als volgt:
| Verkiezingsdatum | Opkomst | Geldig | Ongeldig |
| ---------------- | ------- | ------ | -------- |
| 15 oktober 1950  | 98,53   | 99,72  | 0,28     |
| 17 oktober 1954  | 98,51   | 99,46  | 0,54     |
| 16 november 1958 | 98,90   | 99,87  | 0,13     |
| 20 oktober 1963  | 99,25   | 99,95  | 0,05     |
| 2 juli 1967      | 99,82   | 99,93  | 0,07     |
| 14 november 1971 | 98,48   | 99,85  | 0,15     |
| 17 oktober 1976  | 98,58   | 99,86  | 0,14     |
| 14 juni 1981     | 99,21   | 99,86  | 0,14     |
| 8 juni 1986      | 99,74   | 99,94  | 0,06     |

De zetelverdeling was als volgt:
| Verkiezingsjaar | SED | CDUD | LDPD | DBD | NDPD | FDGB | FDJ | KB | DFD | SDA¹ | VdgB | VVN |
| --------------- | --- | ---- | ---- | --- | ---- | ---- | --- | -- | --- | ---- | ---- | --- |
| 1950            | 110 | 67   | 66   | 33  | 35   | 49   | 25  | 24 | 20  | 6    | 12   | 19  |
| 1954            | 117 | 52   | 52   | 52  | 52   | 55   | 29  | 29 | 18  |      | 12   |     |
| 1958            | 127 | 52   | 52   | 52  | 52   | 55   | 29  | 29 | 18  |      | 12   |     |
| 1963            | 127 | 52   | 52   | 52  | 52   | 68   | 55  | 35 | 22  |      |      |     |
| 1967            | 127 | 52   | 52   | 52  | 52   | 68   | 55  | 35 | 22  |      |      |     |
| 1971            | 127 | 52   | 52   | 52  | 52   | 68   | 55  | 35 | 22  |      |      |     |
| 1976            | 127 | 52   | 52   | 52  | 52   | 68   | 55  | 35 | 22  |      |      |     |
| 1981            | 127 | 52   | 52   | 52  | 52   | 68   | 55  | 35 | 22  |      |      |     |
| 1986            | 127 | 52   | 52   | 52  | 52   | 68   | 37  | 21 | 32  |      | 14   |     |

- ¹Dissidente SPD'ers in Oost-Berlijn

Op de lijst hierboven wordt duidelijk dat de SED-fractie met 127 leden de grootste is. Toch geeft deze lijst nog een vertekend beeld: De fractieleden van de massaorganisaties (FDJ, FDGB, KB en DFD) waren bijna allemaal lid van de SED. Hieronder een overzicht van fracties van de massaorganisaties en de politieke achtergronden van hun leden (periode 1981-1986):
| Massaorganisatie                       | afkorting | zetels in de Volkskammer | Politieke achtergronden fractieleden |
| -------------------------------------- | --------- | ------------------------ | ------------------------------------ |
| Freier Deutscher Gewerkschaftsbund     | FDGB      | 68                       | 62 SED, 6 partijloos                 |
| Freie Deutsche Jugend                  | FDJ       | 50                       | 47 SED, 1 CDU, 2 partijloos          |
| Demokratischer Frauenbund Deutschlands | DFD       | 35                       | 32 SED, 1 CDU, 1 LDPD, 1 partijloos  |
| Kulturbund                             | KB        | 22                       | 18 SED, 1 NDPD, 3 partijloos         |

Het aandeel van de vrouwen in de Volkskammer bedroeg in 1950 23,0% (inclusief Berlijnse afgevaardigden) en in 1986 32,2% (161 vrouwen).
De volgende fracties hadden van 1950 tot april 1990 zitting in de Volkskammer: SED-fractie, CDUD-fractie, LDPD-fractie, DBD-fractie, NDPD-fractie, FDGB-fractie, FDJ-fractie, DFD-fractie, KB-fractie, VdgB-fractie (1950 tot 1963, 1986-1990), VVN-fractie (1950 tot 1954).

## Volkskammer na de vrije verkiezingen van 1990

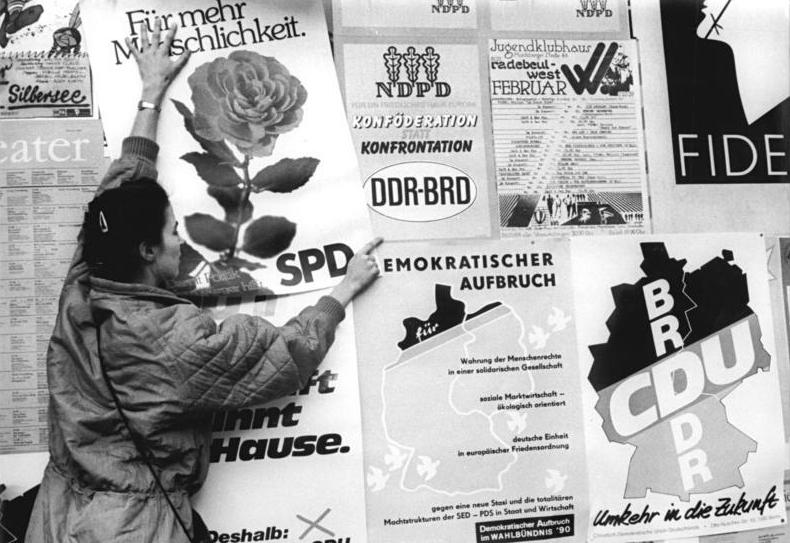
Verkiezingsaffiches begin 1990

De eerste en enige vrije verkiezingen voor de Volkskammer vonden plaats op 18 maart 1990. Er namen zowel oude partijen deel, zoals de in PDS hernoemde SED en de Oost-CDU, als ook nieuwe partijen zoals de sociaaldemocraten en het centristische Bündnis 90. De partijen uit de Bondsrepubliek steunden hun partners, de West-CDU bijvoorbeeld de Oost-CDU. De kiezers stemden op lijsten volgens het stelsel van evenredige vertegenwoordiging, zonder kiesdrempel.
- CDU en DA + DSU: 192 zetels
- SDP: 88 zetels
- PDS (voorm. SED): 66 zetels
- LDPD: 21 zetels
- Bündnis 90: 12 zetels
- DBD: 9 zetels
- Grüne/UFV: 8 zetels
- NDPD: 2 zetels
- DFD: 1 zetel
- AVL: 1 zetel

## Locatie

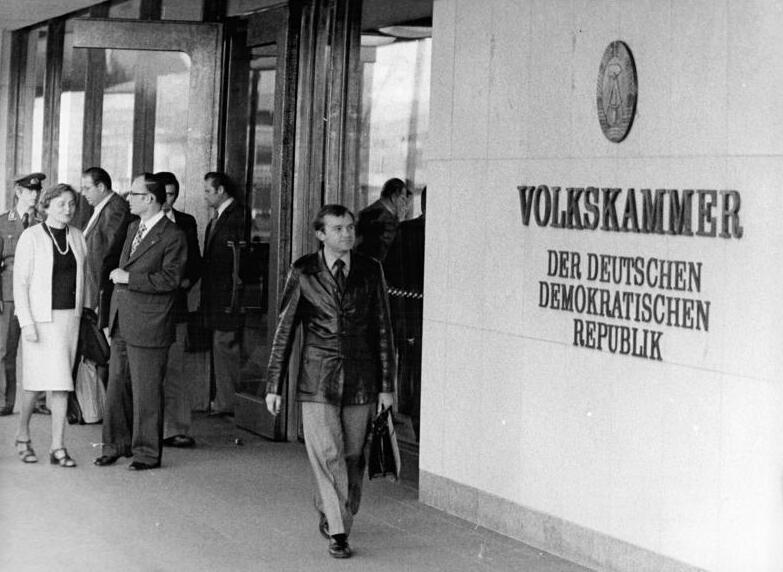
Ingang van de Volkskammer, 1978

Tot 1976 was de Volkskammer provisorisch gehuisvest, maar in 1976 werd zij ondergebracht in het toen nieuwe Palast der Republik. In dit gebouw werden naast de zittingen van de Volkskammer vele andere evenementen georganiseerd. Ook de partijcongressen van de SED (maar niet van de andere DDR-partijen) vonden plaats in het Palast der Republik.

## Presidenten van de Volkskammer
- Johannes Dieckmann (LDPD), 1949-1969
- Gerald Götting (CDU), 1969-1976
- Horst Sindermann (SED), 1976-1989
- Günther Maleuda (DBD), 1989-1990
- Sabine Bergmann-Pohl (CDU), 1990

## Saksische Volkskammer
Van 1919 tot 1920 droeg het Saksische parlement de naam Volkskammer. In 1920 werd de oude naam van het parlement, Landdag, opnieuw aangenomen.

## Verwijzingen
1. ↑  Winkler Prins Jaarboek 1951, blz. 1999.
2. ↑  Grondwet van de DDR
3. ↑  [Het Presidium zelf kon niet mee beslissen over het beleid, dan kon alleen een voltallige Volkskammer]
4. ↑  [De Staatsraad bestond van 1960 tot 1990, voor die tijd kende de DDR een president (Wilhelm Pieck) die door de Volkskammer werd gekozen]
5. ↑  David Childs: The Fall of the GDR, blz. 13.
6. ↑  Verkiezingsuitslag van de Saksische Volkskammer (2 februari 1919).